# Mantispa lutea
Mantispa lutea is een insect uit de familie van de Mantispidae, die tot de orde netvleugeligen (Neuroptera) behoort. 
Mantispa lutea is voor het eerst wetenschappelijk beschreven door Stitz in 1913.